# Copa COMEN
La Copa COMEN, va ser una competició de waterpolo, organitzada per la Confederació Mediterrània de Natació entre el 1984 i el 2007. Hi participaven clubs mediterranis com Espanya, França, Itàlia, Malta, Grècia, Xipre, Egipte, Iugoslàvia i posteriorment Croàcia, Montenegro i Sèrbia.

## Guanyadors
| - 1984 POŠK - 1985 POŠK - 1986 POŠK - 1987 Mladost - 1988 No disputada - 1989 Partizan | - 1990 Mladost - 1991 Jadran Split - 1992 Volturno - 1993 No disputada - 1994 Como - 1995 Jadran Split | - 1996 Primorje Rijeka - 1997 No disputada - 1998 Jug Dubrovnik - 1999 No disputada - 2000 Ortigia - 2001 Ortigia | - 2002 Camogli - 2003-06 No disputada - 2007 Sori |